# Guillermo Haro
Guillermo Haro (Città del Messico, 21 marzo 1913 – 26 aprile 1988) è stato un astronomo messicano.
Durante la sua gioventù fu coinvolto nella rivoluzione messicana. Studiò filosofia presso l'Universidad Nacional Autónoma de México; in questo periodo iniziò ad appassionarsi di astronomia e per la sua dedizione ed entusiasmo nello studio della materia fu assunto nel 1943 come assistente nel nuovo Observatorio Astrofísico de Tonantzintla. Per migliorare la sua dimestichezza con le attrezzature visitò gli Stati Uniti, dove lavorò tra il 1943 e il 1944 presso l'osservatorio di Harvard.
Dopo esser tornato in Messico nel 1945 continuò a lavorare presso l'Observatorio Astrofísico de Tonantzintla, del quale era diventato responsabile per il telescopio Schmidt di recente installazione da 610-790 mm; qui intraprese lo studio delle supergiganti rosse e blu. Nel 1947 iniziò a lavorare per l'Observatorio de Tacubaya dell'UNAM.
Haro diede molti contributi all'astronomia osservativa, grazie in particolare al telescopio Schmidt dell'osservatorio di Tonantzintla. Tra le sue scoperte si annoverano un gran numero di nebulose planetarie nei pressi del nucleo galattico e la scoperta (fatta in maniera indipendente da George Herbig) dei cosiddetti oggetti di Herbig-Haro, conglomerati di materia ad alta densità in regioni dove è presente una forte attività di formazione stellare. Haro e i suoi collaboratori scoprirono anche delle stelle a brillamento nella nebulosa di Orione, e più tardi in ammassi stellari di età diverse. Questa sua intensa attività durò fino alla sua morte.
Altri suoi importanti progetti di ricerca riguardarono una lista di 8 746 stelle azzurre nella regione del polo nord galattico pubblicato assieme a W. J. Luyten nel 1961. Il lavoro condotto tramite il telescopio Schmidt da 1220 mm dell'Osservatorio di Monte Palomar gli permise di scoprire 50 quasar (sconosciute fino al 1961) e compilare nel 1956 una lista di 44 galassie azzurre. Haro scoprì inoltre un discreto numero di stelle T Tauri, una supernova, circa 10 novae ed una cometa, la C/1954 Y1 Haro-Chavira.
Guillermo Haro ebbe una grande influenza nello sviluppo dell'astronomia in Messico, non solo in virtù delle sue ricerche astronomiche ma anche promuovendo lo sviluppo di nuove istituzioni. La sua importanza è inoltre dovuta al fatto che definì le moderne ricerche astrofisiche in Messico dando impulso alle differenti linee iniziali di ricerca e stabilì le direttive generali scientifiche.